# Summer in Paradise
Summer in Paradise è il ventisettesimo album in studio del gruppo musicale statunitense The Beach Boys, pubblicato negli Stati Uniti nel 1992 dalla Brother Records e nel 1993 in Gran Bretagna dalla EMI. All'album non partecipò in nessun modo Brian Wilson, l'ex leader del gruppo.
Album di scarso successo, nel 2000/2001 venne lasciato fuori dal programma di ristampe del catalogo discografico dei Beach Boys, e di conseguenza è ormai da anni fuori catalogo.

## Il disco
L'intero album fu registrato utilizzando una versione beta del programma Pro Tools con l'ausilio di un computer Macintosh Quadra. Musicalmente, il disco prosegue nella vena del pop leggero leggero dei precedenti album The Beach Boys e Still Cruisin' con abbondanza di suoni sintetici ed elettronici. La sezione ritmica è esclusivamente elettronica in molte canzoni, con tutte le parti di batteria programmate su computer, e la maggior parte delle parti di basso create al sintetizzatore.
L'unico membro dei Beach Boys a suonare un vero strumento sull'album fu Bruce Johnston, anche se Terry Melcher suonò diverse parti di tastiera, e Van Dyke Parks suonò l'accordéon in due brani. Session men abituali dell'epoca come Bobby Figueroa, Ed Carter, Mike Kowalski e Matt Jardine non contribuirono all'album. Il figlio di Al Jardine, Adam, cantò il coro di sottofondo nella title track. Tutti i membri originali superstiti dei Beach Boys (eccetto Brian Wilson) contribuirono al progetto, anche se i contributi artistici da parte di Carl Wilson ed Al Jardine furono molto marginali. Jardine venne "sospeso" dal gruppo prima dell'inizio delle sessioni di registrazione per l'album (apparentemente a causa di un litigio avuto con Mike Love), e perciò canta solo nei cori di due canzoni.
L'idea dell'album, secondo quanto dichiarato da Mike Love, era quella di creare "la colonna sonora definitiva dell'estate". Ogni canzone sul disco, eccetto il rifacimento di Forever e Strange Things Happen, ha a che fare con l'estate in un modo o nell'altro. Delle dodici tracce sull'album, due sono cover convenzionali (Hot Fun in the Summertime degli Sly & the Family Stone, e Remember (Walking in the Sand) degli The Shangri-Las); due sono nuove versioni di vecchie canzoni dei Beach Boys (Surfin' e Forever); una è un misto tra lo standard One Summer Night e una nuova composizione a firma Bruce Johnston intitolata Slow Summer Dancing; ed infine un'altra utilizza la melodia della vecchia Under the Boardwalk con l'aggiunta di un nuovo testo. Il resto dei brani sono nuovi originali del gruppo. La quasi rap Summer of Love, inizialmente era stata concepita come un duetto tra il gruppo e il personaggio dei cartoni animati Bart Simpson (la canzone venne anche utilizzata in una puntata di Baywatch).

### Accoglienza
L'album vendette pochissimo (presumibilmente meno di 10 000 copie) non riuscì ad entrare in classifica né in Europa né negli Stati Uniti, e ricevette pessime recensioni da parte della stampa di settore. Nel loro libro The Beach Boys and Brian Wilson: The Complete Guide to Their Music, Andrew G. Doe e John Tobler definiscono Summer in Paradise "il punto più basso in assoluto della carriera del gruppo".

## Tracce

### Versione CD USA
1. Hot Fun in the Summertime (Sylvester Stewart) - 3:29
2. Surfin' (Brian Wilson/Mike Love) - 3:45
3. Summer of Love (Love/Terry Melcher) - 2:51
4. Island Fever (Love/Melcher) - 3:27
5. Still Surfin' (Love/Melcher) - 4:03
6. Slow Summer Dancin' (One Summer Night) (Bruce Johnston/Danny Webb) - 3:23
7. Strange Things Happen (Love/Melcher) - 4:42
8. Remember (Walking in the Sand) (George Morton) - 3:31
9. Lahaina Aloha (Love/Melcher) - 3:44
10. Under the Boardwalk (Artie Resnick/Kenny Young/Love) - 4:07
11. Summer in Paradise (Love/Melcher/Fall) - 3:52
12. Forever - (Dennis Wilson/Gregg Jakobson) - 3:05

### Versione CD UK
La versione britannica dell'album (con copertina diversa) pubblicata nel 1993 contiene versioni differenti di cinque tracce:
- Island Fever – 3:11
  - Completamente ri-registrata con nuova musica e un nuovo testo.
  - Mike Love e Al Jardine come voci soliste
- Strange Things Happen – 3:17
  - Remixata e sensibilmente accorciata.
  - Mike Love e Al Jardine come voci soliste
- Under the Boardwalk – 3:28
  - Remixata ed accorciata considerevolmente.
  - Mike Love e Carl Wilson come voci soliste
- Summer in Paradise – 3:27
  - Completamente ri-registrata con nuova musica e un nuovo testo, e Roger McGuinn alla voce solista in una strofa.
  - Mike Love e Roger McGuinn come voci soliste
- Forever – 2:58
  - Remixata ed accorciata considerevolmente.
  - John Stamos alla voce solista
- Anche Remember (Walking in the Sand) venne remixata per la versione inglese dell'album, ma venne lasciata fuori dalla versione finale del disco in favore della versione americana.

## Formazione
- Adrian Baker - voce
- Rod Clark - basso
- Craig Fall - chitarra, mandolino, basso
- Al Jardine - voce
- Bruce Johnston - tastiere, voce
- Danny Kortchmar - chitarra
- Mike Love - voce
- Sal Marullo - conga
- Roger McGuinn - chitarra Rickenbacker a 12 corde, voce (solo versione UK)
- Terry Melcher - tastiere, cori
- Sammy Merendino - batteria
- Van Dyke Parks - accordéon, tastiere
- Joel Peskin - sassofono
- Richard Titus - tastiere, programmazione tastiere
- Keith Wechsler - tastiere, batteria
- John Weston - pedal steel guitar
- Carl Wilson - voce
- John Stamos - voce
- Adam Jardine - cori